# 1900 no futebol
Cronologia do futebol
1899 no futebol - 1900 no futebol - 1901 no futebol
A seguir, são apresentados os eventos de futebol do ano 1900 em todo o mundo.

## Clubes fundados no ano
- 27 de fevereiro: Bayern München (Alemanha).[1]
- 18 de março: Ajax (Países Baixos).[2]

## Campeões nacionais
- Argentina: English High School
- Escócia: Rangers
- França: Le Havre
- Inglaterra: Aston Villa[3]
- Itália: Genoa
- Suécia: AIK
- Suíça: Grasshopper Zurich
- Uruguai: CURCC

## Torneios internacionais
- Jogos Olímpicos, em Paris, França (20-28 de outubro):

1. Reino Unido
2. França
3. Bélgica

## Nascimentos
- 24 de janeiro : John Bestall, futebolista inglês.
- 10 de fevereiro : Sidney Bishop, futebolista inglês.
- 27 de março : William Butler, futebolista inglês.
- 30 de março : Santos Urdinarán, futebolista uruguaio.
- 29 de abril : Samuel Austin, futebolista inglês.
- 20 de maio : Lorenzo Fernández, futebolista uruguaio.
- 4 de agosto : Louis Mistral, futebolista francês.
- 22 de agosto : William Brown, futebolista inglês.
- 1 de setembro : Pedro Cea, futebolista uruguaio.
- 8 de setembro : Norman Bullock, futebolista inglês.
- 29 de setembro : John Ball, futebolista inglês.
- 7 de outubro : Wilf Chadwick, futebolista inglês. († 14 de fevereiro  de  1973).
- Paul-Émile Bel, futebolista francês.
- Robert Joyaut, futebolista francês.
- Maurice Mercery, futebolista francês.
- Raymond Sentubéry, futebolista francês.